# محمد جهاد لحام
محمد جهاد لحام (به عربی: محمد جهاد اللحام) (زاده ۱۳ ژانویهٔ ۱۹۵۴ در دمشق) سیاستمدار سوری و رئیس مجلس خلق سوریه از ۲۰۱۲ تا ۲۰۱۶ بود.